# チアリーディング日本選手権大会
チアリーディング日本選手権大会（チアリーディングにほんせんしゅけんたいかい）とは、日本チアリーディング協会が主催するチアリーディングの全国大会である。
例年8月下旬の金曜日から日曜日までの3日間に行われている。チアリーディングのみの大会では日本最大の規模である。
通称『JAPAN CUP』（ジャパンカップ）。

## 概要
競技対象はチアリーディングのみであり、チアダンスやバトンチアなどと言った、チアリーディングから派生したジャンルについての競技は行われない。
通常は自由演技競技で実施するDivision.1の5部門とDivision.2、グループスタンツ演技競技の2部門とパートナースタンツ演技競技部門などがある。なおDivision.1自由演技競技部門の優勝チームには文部科学大臣杯が授与される。

## 新型コロナウイルス感染症の感染拡大への対応
新型コロナウイルス感染症の感染が拡大した2020年大会においては選手同士が接触する自由演技競技は実施せず、それに代えては接触のないタンブリング・ダンス・ジャンプなどに限定し、1チーム8人で90秒間で演技するチアリーディング スピリッツ演技競技を新設して実施した。この新競技は自由演技競技を復活させた2021年大会以降も実施している。
なお、2020年から2022年の3大会においては声出しも禁止で減点対象となった（危険回避のための咄嗟の声は認められるが、喜びを表現する声は禁止）。2021年・2022年大会での演技中にはあらかじめ録音しておいたかけ声が会場内に流された。

## 会場
長年にわたり国立代々木競技場第一体育館で開催されていたが、代々木競技場の改修工事の影響により2017年は東京体育館、2018年は高崎アリーナ、2019年は武蔵野の森総合スポーツプラザで行われている。2020年から国立代々木競技場第一体育館での大会の開催を再開している。

## 優勝チーム

### Division.1 中学校部門
| 開催年 | 優勝                            | 準優勝                                       | 第3位                        |
| ------ | ------------------------------- | -------------------------------------------- | ---------------------------- |
| 2009年 | 梅花中学校                      | 箕面自由学園中学校                           | 目白研心中学校               |
| 2010年 | 梅花中学校                      | 箕面自由学園中学校                           | 目白研心中学校               |
| 2011年 | 箕面自由学園中学校              | 梅花中学校・A                                | 目白研心中学校・A            |
| 2012年 | 梅花中学校・A                   | NBUチアリーディングクラブ                    | 箕面自由学園中学校・A        |
| 2013年 | 箕面自由学園中学校              | 梅花中学校                                   | NBUチアリーディングクラブ    |
| 2014年 | 箕面自由学園中学校              | 梅花中学校                                   | NBUチアリーディングクラブ    |
| 2015年 | 梅花中学校                      | 目白研心中学校                               | NBUチアリーディングクラブ    |
| 2016年 | 梅花中学校                      | 箕面自由学園中学校                           | 横浜女学院中学校             |
| 2017年 | 梅花中学校                      | 箕面自由学園中学校                           | 目白研心中学校               |
| 2018年 | 目白研心中学校・A               | 梅花中学校                                   | キッズチア富山               |
| 2019年 | あつぎチアリーディングチーム・A | 箕面自由学園中学校                           | 梅花中学校                   |
| 2020年 | 箕面自由学園中学校              | 梅花中学校                                   | チアリーディングチームPUPPYS |
| 2021年 | 梅花中学校・A                   | 伊豆の国チアリーディングチーム               | 箕面自由学園中学校・A        |
| 2022年 | 箕面自由学園中学校・A           | チアリーディングチームPUPPYS・キッズチア富山 | 広尾学園中学校               |
| 2023年 | 箕面自由学園中学校・A           | 堺チアリーディングクラブ・A                  | 広尾学園中学校               |

- 競技名は2020年がチアリーディング スピリッツ演技競技、その他の年が自由演技競技。

### Division.1 高等学校部門
| 開催年 | 優勝                 | 準優勝                                    | 第3位                    |
| ------ | -------------------- | ----------------------------------------- | ------------------------ |
| 2009年 | 箕面自由学園高等学校 | 東京高等学校                              | 目白研心高等学校         |
| 2010年 | 梅花高等学校         | 箕面自由学園高等学校                      | 目白研心高等学校         |
| 2011年 | 箕面自由学園高等学校 | 梅花高等学校                              | 福岡大学附属大濠高等学校 |
| 2012年 | 箕面自由学園高等学校 | 中京大学付属中京高等学校 目白研心高等学校 | -                        |
| 2013年 | 箕面自由学園高等学校 | 梅花高等学校                              | 目白研心高等学校         |
| 2014年 | 箕面自由学園高等学校 | 梅花高等学校                              | 千葉明徳高等学校         |
| 2015年 | 箕面自由学園高等学校 | 梅花高等学校                              | 千葉明徳高等学校         |
| 2016年 | 箕面自由学園高等学校 | 梅花高等学校                              | 千葉明徳高等学校         |
| 2017年 | 箕面自由学園高等学校 | 千葉明徳高等学校                          | 目白研心高等学校         |
| 2018年 | 箕面自由学園高等学校 | 梅花高等学校                              | 千葉明徳高等学校         |
| 2019年 | 梅花高等学校         | 箕面自由学園高等学校                      | 千葉明徳高等学校         |
| 2020年 | 箕面自由学園高等学校 | 千葉明徳高等学校                          | 目白研心高等学校         |
| 2021年 | 箕面自由学園高等学校 | 梅花高等学校                              | 千葉明徳高等学校         |
| 2022年 | 箕面自由学園高等学校 | 梅花高等学校                              | 目白研心高等学校         |
| 2023年 | 箕面自由学園高等学校 | 梅花高等学校                              | 目白研心高等学校         |

- 競技名は2020年がチアリーディング スピリッツ演技競技、その他の年が自由演技競技。

### Division.1 大学部門
| 開催年 | 優勝         | 準優勝       | 第3位            |
| ------ | ------------ | ------------ | ---------------- |
| 2009年 | 日本文理大学 | 梅花女子大学 | 日本女子体育大学 |
| 2010年 | 梅花女子大学 | 日本体育大学 | 帝京大学         |
| 2011年 | 日本文理大学 | 梅花女子大学 | 立命館大学       |
| 2012年 | 梅花女子大学 | 日本文理大学 | 帝京大学         |
| 2013年 | 日本文理大学 | 帝京大学     | 梅花女子大学     |
| 2014年 | 日本文理大学 | 梅花女子大学 | 帝京大学         |
| 2015年 | 日本文理大学 | 帝京大学     | 梅花女子大学     |
| 2016年 | 日本文理大学 | 梅花女子大学 | 帝京大学         |
| 2017年 | 梅花女子大学 | 日本文理大学 | 帝京大学         |
| 2018年 | 日本文理大学 | 梅花女子大学 | 日本体育大学     |
| 2019年 | 梅花女子大学 | 帝京大学     | 日本文理大学     |
| 2020年 | 帝京大学     | 日本体育大学 | 環太平洋大学     |
| 2021年 | 日本体育大学 | 日本文理大学 | 梅花女子大学     |
| 2022年 | 帝京大学     | 日本文理大学 | 日本体育大学     |
| 2023年 | 帝京大学     | 梅花女子大学 | 日本体育大学     |

- 競技名は2020年がチアリーディング スピリッツ演技競技、その他の年が自由演技競技。

### Division.1 社会人部門
| 開催年 | 優勝                          | 準優勝                           | 第3位                            |
| ------ | ----------------------------- | -------------------------------- | -------------------------------- |
| 2009年 | MJGチアリーディングクラブ     | チアリーディングチームREGULUS    | クラブチーム ツイスターズ        |
| 2010年 | クラブチーム ツイスターズ・A  | MJGチアリーディングクラブ        | クラブチーム デビルス            |
| 2011年 | クラブチーム ツイスターズ・A  | クラブチーム デビルス・A         | クラブチームVIPERS               |
| 2012年 | クラブチーム ツイスターズ・A  | クラブチーム デビルス            | クラブチームVIPERS               |
| 2013年 | クラブチーム ツイスターズ・A  | クラブチーム デビルス            | クラブチームVIPERS               |
| 2014年 | クラブチーム ツイスターズ・A  | クラブチーム デビルス・A         | クラブチーム ツイスターズ・B     |
| 2015年 | クラブチーム ツイスターズ・A  | MJGチアリーディングクラブ        | クラブチーム デビルス            |
| 2016年 | クラブチーム ツイスターズ・A  | クラブチームVIPERS               | クラブチーム デビルス            |
| 2017年 | チアリーディングチームREGULUS | クラブチーム ツイスターズ        | クラブチーム デビルス・A         |
| 2018年 | クラブチーム ツイスターズ・A  | チアリーディングチームREGULUS    | クラブチーム デビルス・A         |
| 2019年 | チアリーディングチームREGULUS | クラブチーム ツイスターズ・A     | チアリーディングチームBUBBLES    |
| 2020年 | クラブチーム デビルス・A      | クラブチーム ツイスターズ・A     | クラブチーム デビルス・B         |
| 2021年 | クラブチーム ツイスターズ・A  | クラブチーム デビルス            | チアリーディングチームBUBBLES・B |
| 2022年 | クラブチーム ツイスターズ・A  | クラブチーム デビルス            | チアリーディングチームBUBBLES・A |
| 2023年 | クラブチーム ツイスターズ・A  | チアリーディングチームBUBBLES・A | 福岡チアリーディングクラブ       |

- 競技名は2020年がチアリーディング スピリッツ演技競技、その他の年が自由演技競技。

### Division.2
| 開催年 | 優勝                    | 準優勝                  | 第3位                   |
| ------ | ----------------------- | ----------------------- | ----------------------- |
| 2009年 | 日本文理大学            | 梅花女子大学            | 梅花高等学校・A         |
| 2010年 | 梅花高等学校            | 梅花女子大学            | 帝京大学                |
| 2011年 | 梅花女子大学            | 帝京大学・A             | 日本文理大学            |
| 2012年 | 日本文理大学            | 箕面自由学園高等学校・A | 梅花高等学校            |
| 2013年 | 帝京大学・A             | 箕面自由学園高等学校    | 梅花女子大学            |
| 2014年 | 梅花女子大学            | 日本文理大学            | 箕面自由学園高等学校・A |
| 2015年 | 日本文理大学            | 帝京大学・A             | 箕面自由学園高等学校・A |
| 2016年 | 日本文理大学・A         | 帝京大学・A             | 箕面自由学園高等学校・A |
| 2017年 | 日本文理大学・A         | 梅花女子大学            | 帝京大学・A             |
| 2018年 | 帝京大学・A             | 梅花女子大学・A         | 日本文理大学・A         |
| 2019年 | 箕面自由学園高等学校・A | 日本体育大学            | 梅花女子大学・A         |
| 2020年 | 下記参照                | 下記参照                | 下記参照                |
| 2021年 | 下記参照                | 下記参照                | 下記参照                |
| 2022年 | 下記参照                | 下記参照                | 下記参照                |
| 2023年 | 梅花女子大学・A         | 箕面自由学園高等学校・A | 箕面自由学園高等学校・B |

Division.2 高等学校部門
| 開催年 | 優勝                 | 準優勝       | 第3位            |
| ------ | -------------------- | ------------ | ---------------- |
| 2020年 | 箕面自由学園高等学校 | 梅花高等学校 | 目白研心高等学校 |
| 2021年 | 箕面自由学園高等学校 | 梅花高等学校 | 千葉明徳高等学校 |
| 2022年 | 箕面自由学園高等学校 | 梅花高等学校 | 千葉明徳高等学校 |

Division.2 大学部門
| 開催年 | 優勝         | 準優勝       | 第3位        |
| ------ | ------------ | ------------ | ------------ |
| 2020年 | 帝京大学     | 日本体育大学 | 中京大学     |
| 2021年 | 日本体育大学 | 帝京大学     | 梅花女子大学 |
| 2022年 | 帝京大学     | 日本体育大学 | 梅花女子大学 |

- 競技名は2020年がチアリーディング スピリッツ演技競技、その他の年が自由演技競技。

### グループスタンツ演技競技・女子部門
| 開催年 | 優勝                         | 準優勝                  | 第3位                        |
| ------ | ---------------------------- | ----------------------- | ---------------------------- |
| 2011年 | 梅花女子大学・A              | 梅花高等学校            | クラブチーム ツイスターズ・A |
| 2012年 | 箕面自由学園高等学校・A      | 梅花女子大学・A         | 帝京大学・A                  |
| 2013年 | クラブチーム ツイスターズ・A | 梅花高等学校・B         | 箕面自由学園高等学校・A      |
| 2014年 | 梅花高等学校                 | 箕面自由学園高等学校・A | 梅花女子大学・A              |
| 2015年 | 梅花女子大学                 | 日本文理大学・A         | 千葉明徳高等学校・B          |

### グループスタンツ演技競技・男女混成部門
| 開催年 | 優勝         |
| ------ | ------------ |
| 2011年 | 日本文理大学 |
| 2012年 | 日本文理大学 |
| 2013年 | 日本文理大学 |
| 2014年 | 日本文理大学 |
| 2015年 | 日本文理大学 |

### パートナースタンツ演技競技
| 開催年 | 優勝                  | 準優勝                        | 第3位                 |
| ------ | --------------------- | ----------------------------- | --------------------- |
| 2011年 | 日本文理大学          | -                             | -                     |
| 2012年 | 日本文理大学          | -                             | -                     |
| 2013年 | 日本文理大学          | クラブチームSTG               | クラブチームVIPERS・A |
| 2014年 | クラブチームVIPERS・B | 世田谷チアリーディングJクラブ | クラブチームVIPERS・A |
| 2015年 | クラブチームVIPERS・A | 立命館大学                    | クラブチームVIPERS・B |

### パートナースタンツ演技競技・女子部門
| 開催年 | 優勝            | 準優勝     | 第3位           |
| ------ | --------------- | ---------- | --------------- |
| 2010年 | 梅花女子大学・A | 立命館大学 | 梅花女子大学・B |

### パートナースタンツ演技競技・男女混成部門
| 開催年 | 優勝               | 準優勝                        |
| ------ | ------------------ | ----------------------------- |
| 2010年 | クラブチームVIPERS | チアリーディングチームREGULUS |

### 自由演技競技ジュニア・小学校3年生以下部門
| 開催年 | 優勝                     | 準優勝                             | 第3位 |
| ------ | ------------------------ | ---------------------------------- | ----- |
| 2013年 | 堺チアリーディングクラブ | ひろしまKIDSチアリーディングチーム | -     |

### 自由演技競技ジュニア・小学校4年生以上中学校3年生部門
| 開催年 | 優勝                             | 準優勝                                | 第3位                        |
| ------ | -------------------------------- | ------------------------------------- | ---------------------------- |
| 2013年 | 川崎キッズチアリーディングクラブ | Thousand Leaves Cheerleading Team・A  | あつぎチアリーディングチーム |
| 2014年 | 川崎キッズチアリーディングクラブ | あつぎチアリーディングチーム          | スポーツクラブ富山           |
| 2015年 | チアリーディングチーム PUPPYS    | SSC谷原アルファチアリーディングチーム | 横浜チアリーディングチーム   |

## テレビ放送
NHK BSで後日中継録画される。